# JJ Marreiro
João José Barros Marreiro, mais conhecido pelo nome artístico JJ Marreiro  (Fortaleza, 23 de junho de 1971), é um cartunista, desenhista, roteirista, arte-educador e ilustrador brasileiro. Seu estilo transita pelo cartum, mangá e acadêmico.
Começou a carreira em 1991 ilustrando material de informática e ministrando cursos de desenho para crianças. Integrou a Oficina de Quadrinhos da UFC a partir de 1993 e foi um dos fundadores do Clube de Ficção Científica Grupo Avançado Lançou em 1994 o fanzine Pergaminho, apontado pela revista Dragon Magazine como um dos primeiros fanzines de RPG do Brasil,onde publicava a HQ Zhorn. Em 1996, lançou o fanzine  de quadrinhos Manicomics em parceria com Daniel Brandão e Geraldo Borges,  vencedor do Troféu HQ Mix na categoria Fanzine anos de 2002, 2005 e 2006. Em 1997 fundou ao lado os parceiros de trabalho o primeiro estúdio profissional de quadrinhos do Ceará registrado na junta comercial do município de Fortaleza, possivelmente o primeiro estúdio de produção de quadrinhos registrado no Estado do Ceará, o Graph It Estúdio que produziu arte para revistas e jornais incluindo a revista Capitão Rapadura, personagem criado pelo cartunista cearense Mino. Em 1998, criou a super-heroína Mulher-Estupenda, conhecida internacionalmente como Stunning Woman. Na década de 2000, colaborou com o site Universo HQ, onde entrevistou o quadrinista Will Eisner e com a versão brasileira revista Wizard, publicada pela Panini Comics.
Em 2005, ilustrou a revista Capitão Tocha e a Brigada Salvamento, parceria da Editora Odisseia e Corpo de Bombeiros Militar do Estado do Ceará, criada por Henrique de Castro, e que teve desenhos de Marreiro e arte-final de Ronaldo Mendes.
Em 2006, anunciou um projeto de super-heróis na linha da Legião de Super-Heróis da DC Comics em parceria com o roteirista e editor Roberto Guedes, o projeto continua inédito. No mesmo ano, foi publicado o livro  Hyperfan: Cinco Anos de Fanfic, trazendo  ilustrações suas para fanfics publicadas no site Hyperfan,  que prefácio escrito pro Fernando Lopes, primeiro editor-chefe do Hyperfan e editor da Marvel Comics pela Panini. Em 2007, arte-finalizou uma história de OMAC da DC Comics, escrita por Bruce Jones e ilustrada por Allan Goldman.

Em 2009, roteirizou histórias do grupo de super-heróis Comando V, criado pelo desenhista Allan Goldman, a revista teve arte-final de Daniel Brandão, Nat Garcia, Júlio Ferreira e do próprio Allan e cores e capa de Adauto Silva e foi publicada pela editora independente Júpiter 2 de José Salles.
Em 2010, trabalha com o escritor e roteirista Gian Danton ilustrando uma história do Astronauta para o álbum MSP+50, livro em homenagem aos 50 anos de carreira de Mauricio de Sousa. Para o character design do Astronauta, Marreiro se inspirou em artistas  dos comics como Curt Swan (conhecido pelos trabalhos em Superman) e Alex Toth (conhecido pelo trabalhos em séries de animação como Space Ghost, Space Angel e Galaxy Trio). Danton e Marreiro também se inspiraram em franquias de ficção científica como Perry Rhodan (série que chegou a ter uma fanfic escrita por Gian Danton), Star Trek, Flash Gordon, Space Ghost, as revista em quadrinhos Planet Comics e Strange Worlds, entre outros Marreiro está familiarizado com a ficção científica, tendo criado um herói espacial com características retrô chamado Beto Foguete.
Ainda em 2010, ilustrou uma novela da webcomic do gênero space opera Exploradores do Desconhecido chamada Amanhã é Ontem, publicada no formato e-book no site oficial da série. Em 2010, publicou a série tarzanide As Garotas da Selva em apuros no fanzine francês La Bouche du Monde #11 do paraense Eduardo Pinto Barbier, a série também foi publicada como webcomic no site Armagem.com. No mesmo ano, foi um dos organizadores do Fórum de Quadrinhos do Ceará.
Em 2011, em parceria com Fernando Lima, lançou a revista Herói Z – Coleção Âmbar, inspirado nas publicações da EBAL, nas animações das produtoras Hanna-Barbera e Filmation, além dos tokusatsus japoneses e quadrinhos da Era de Ouro e Era de prata dos quadrinhos americanos.
Em 2014, participou do álbum O Gralha – Tão banal quanto original da Editora Quadrinhopole, dedicado ao herói Gralha, personagem criado por Gian Danton, Alessandro Dutra, José Aguiar, Antônio Éder, Luciano Lagares, Tako X, Edson Kohatsu, Augusto Freitas e Nilson Müller. Em 2016, escreve e desenha histórias do Capitão Gralha, um antecessor do herói O Gralha.
Em 2019, ilustrou Direito Constitucional em Quadrinhos, uma adaptação em quadrinhos da Constituição brasileira de 1988.